# Asa Chabalowa
Asa Konstantinowna Chabalowa (russisch: Аза Константиновна Хабалова) (* 13. April 1958 in Zchinwali) ist eine südossetische Politikerin. Sie bekleidet derzeit das Amt des Finanzministers in der Regierung von Südossetien.

## Leben
Chabalowa ist gebürtig aus Zchinwali. Sie schloss 1981 ihr Studium an der Wirtschaftsfakultät der Staatlichen Universität Moskau mit einem Diplom ab. Ab 1995 lehrte sie an der Südossetischen Staatsuniversität. Im Laufe ihrer Karriere hatte sie verschiedene Positionen in der südossetischen Regierung inne, unter anderem war sie als Chefbuchhalterin des Ministeriums für Nationale Ressourcen und als Vorsitzende des Komitees für die Zusammenarbeit mit internationalen Organisationen und des Komitees für Wirtschaft tätig. Sie wurde am 19. Mai 2012 per Dekret des südossetischen Präsidenten Leonid Tibilow zur Finanzministerin ernannt. Sie trat die Nachfolge von Irina Sytnik im Amt an. Chabalowa war bereits von 1999 bis 2008 Finanzministerin. 2017 wurde sie von Präsident Anatoli Bibilow erneut in dieses Amt berufen. 
Sie ist verheiratet und hat zwei Kinder.